# Chiesa cattolica in Gabon
La Chiesa cattolica in Gabon è parte della Chiesa cattolica universale in comunione con il vescovo di Roma, il papa.

## Storia
La Chiesa cattolica in Gabon vede nel missionario francese Jean-Rémi Bessieux della Congregazione dello Spirito Santo il primo suo grande evangelizzatore, nella prima metà del XIX secolo. Nel 1863 nasce il vicariato apostolico del Gabon, allora denominato delle Due Guinee. Solo dopo il 1878 inizia l'evangelizzazione dell'entroterra. Nel 1958 il Gabon diventa provincia ecclesiastica autonoma con sede metropolitana a Libreville; nel 1899 era stato ordinato il primo sacerdote gabonese, e nel 1961 viene ordinato il primo vescovo. Nel 1982 la Chiesa cattolica ha ricevuto la visita pastorale di papa Giovanni Paolo II.
Il 12 dicembre 1997 Santa Sede e repubblica del Gabon hanno firmato un accordo, «sui principi e su alcune disposizioni giuridiche relative alle loro relazioni e alla loro collaborazione».

## Organizzazione ecclesiastica
La Chiesa cattolica è presente sul territorio con 1 sede metropolitana, 4 diocesi suffraganee, ed 1 vicariato apostolico:
- Arcidiocesi di Libreville
  - Diocesi di Franceville
  - Diocesi di Mouila
  - Diocesi di Oyem
  - Diocesi di Port-Gentil
- Vicariato apostolico di Makokou

## Statistiche
Alla fine del 2021 la Chiesa cattolica del Gabon contava:
- 98 parrocchie;
- 236 presbiteri, di cui 93 religiosi;
- 63 religiosi non sacerdoti;
- 192 religiose;
- 2 diaconi;
- 128 seminaristi.

Su una popolazione di 1.893.000 abitanti, contava 1.032.000 cattolici, pari al 54,5% della popolazione.

## Nunziatura apostolica
La delegazione apostolica di Dakar, con giurisdizione su tutte le colonie francesi dell'Africa continentale ed insulare (ad eccezione delle regioni del Nordafrica), fu istituita il 22 settembre 1948 con il breve Expedit et Romanorum Pontificum di papa Pio XII.
Il 3 maggio 1960 nasce la delegazione apostolica dell'Africa Centro-occidentale con il breve Ad universae Ecclesiae di papa Giovanni XXIII; essa aveva giurisdizione sul Gabon, sulla Nigeria, sul Camerun, sull'Oubangui-Chari, sul Congo e sul Ciad. Sede del delegato apostolico era la città di Lagos in Nigeria.
Il 3 aprile 1965, in forza del breve Qui res Africanas di papa Paolo VI, è istituita la nuova delegazione apostolica dell'Africa Centrale, con giurisdizione sul Gabon, sulla Repubblica Centrafricana, sul Camerun, sul Ciad e sul Congo. Sede del delegato apostolico era la città di Yaoundé in Camerun.
La nunziatura apostolica del Gabon è istituita il 31 ottobre 1967 con il breve Quantum utilitatis di papa Paolo VI.

### Pro-nunzi apostolici
- Luigi Poggi, arcivescovo titolare di Forontoniana (31 ottobre 1967 - 21 maggio 1969 nominato nunzio apostolico in Perù)
- Ernesto Gallina, arcivescovo titolare di Trevi (16 luglio 1969 - 13 marzo 1971 nominato pro-nunzio apostolico in Iran)
- Jean Jadot, arcivescovo titolare di Zuri (15 maggio 1971 - 23 maggio 1973 nominato delegato apostolico negli Stati Uniti d'America)
- Luciano Storero, arcivescovo titolare di Tigimma (30 giugno 1973 - 14 luglio 1976 nominato pro-nunzio apostolico in India)
- Josip Uhač, arcivescovo titolare di Tharros (15 gennaio 1977 - 3 giugno 1981 nominato pro-nunzio apostolico in Zaire)
- Donato Squicciarini, arcivescovo titolare di Tiburnia (16 settembre 1981 - 1º luglio 1989 nominato rappresentante della Santa Sede presso l'ufficio delle Nazioni Unite di Vienna)
- Santos Abril y Castelló, arcivescovo titolare di Tamada (2 ottobre 1989 - 24 febbraio 1996 nominato nunzio apostolico in Jugoslavia)

### Nunzi apostolici
- Luigi Pezzuto, arcivescovo titolare di Torre di Proconsolare (7 dicembre 1996 - 22 maggio 1999 nominato nunzio apostolico in Tanzania)
- Mario Roberto Cassari, arcivescovo titolare di Tronto (3 agosto 1999 - 31 luglio 2004 nominato nunzio apostolico in Burkina Faso e in Costa d'Avorio)
- Andrés Carrascosa Coso, arcivescovo titolare di Elo (26 agosto 2004 - 12 gennaio 2009 nominato nunzio apostolico a Panama)
- Jan Romeo Pawłowski, arcivescovo titolare di Sejny (18 marzo 2009 - 7 dicembre 2015 nominato delegato per le Rappresentanze Pontificie)
- Francisco Escalante Molina, arcivescovo titolare di Graziana (21 maggio 2016 - 4 giugno 2021 nominato nunzio apostolico ad Haiti)
- Javier Herrera Corona, arcivescovo titolare di Vulturara, dal 5 febbraio 2022

## Conferenza episcopale
L'episcopato del Gabon costituisce la Conferenza episcopale del Gabon (Conférence Episcopale du Gabon, CEG).
La CEG è membro della Association des Conférences Episcopales de la Région de l'Afrique Central (ACERAC) e del Symposium of Episcopal Conferences of Africa and Madagascar (SECAM).
Elenco dei presidenti della Conferenza episcopale:
- André Fernand Anguilé, arcivescovo di Libreville (1970 - 1981)
- Félicien-Patrice Makouaka, vescovo di Franceville (1981 - 1989)
- Basile Mvé Engone, vescovo di Oyem e arcivescovo di Libreville (1989 - 2005)
- Timothée Modibo-Nzockena, vescovo di Franceville (luglio 2005 - 11 luglio 2014)
- Mathieu Madega Lebouankehan, vescovo di Mouila (11 luglio 2014 - 4 novembre 2022)
- Jean-Vincent Ondo Eyene, vescovo di Oyem, dal 4 novembre 2022

Elenco dei vicepresidenti della Conferenza episcopale:
- Jean-Vincent Ondo Eyene, vescovo di Oyem (11 luglio 2014 - 4 novembre 2022)
- Jean-Patrick Iba-Ba, arcivescovo di Libreville, dal 4 novembre 2022

Elenco dei segretari generali della Conferenza episcopale:
- Presbitero Michel Ange Bengone Othoungha, dal 21 gennaio 2017